# 京華城

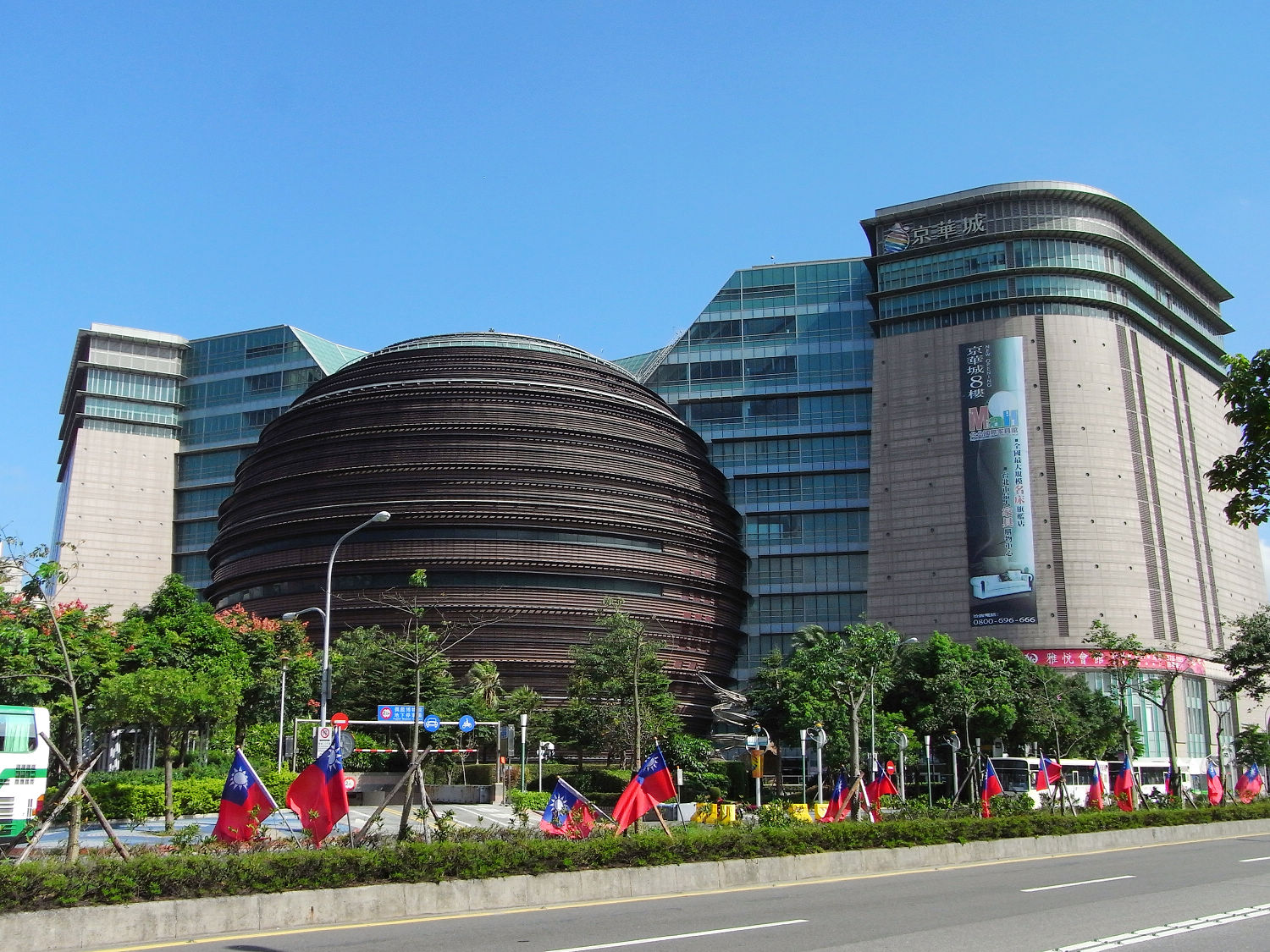
京華城

京華城（けいかじょう、中国語: 京華城購物中心、英語: Core Pacific CityまたはLiving Mall）は、台湾台北市松山区に位置するショッピングセンター。2001年に開業した。延べ床面積は20万4190平方メートル、ビジネスエリアは14万平方メートルである。2019年11月末での閉店が決定した。
2022年、跡地にショッピングモールとオフィスビルの複合施設、「京華広場」の建築が決定し、2026年にオープン予定。その過程で、当時台北市長だった柯文哲の汚職疑惑が持たれている（京華城案）。

## 最寄り駅
- 台北捷運松山線南京三民駅